# Силлабо-метрическое стихосложение
Силла́бо-метри́ческое стихосложе́ние (тж. силла́бо-ме́трика от др.-греч. συλλαβή — звукосочетание, слог; μέτρον — длина, протяжение, размер) —  система стихосложения, основанная на силлабическом и метрическом принципах:
1. силлабический — для определённого стиха задано своё количество слогов;
2. метрический — для определённого стиха задана уникальная последовательность долгих и кратких слогов.

В западном стиховедении, занимающемся Античностью, более распространён термин эолийский стих (например, англ. Aeolic verse), или «эолийская метрика» (итал. metrica eolica). Античные стихотворные размеры, относящиеся к силлабо-метрическому типу стихосложения, обычно называются «эолийскими» (например, нем. äolisches Versmaß).

## Краткая характеристика
Силлабо-метрический стих — это стих, в котором:
1. определено общее количество слогов (например, 5 в адонии);
2. определено количество долгих и кратких слогов (например, 2 долгих и 3 кратких в адонии);
3. определена долгота/краткость каждой слоговой позиции (например, схема «долгий-краткий-краткий-долгий-краткий» для адония, —UU—U.

Изменение любого из трёх указанных параметров (за некоторыми чётко обозначенными исключениями) нарушает уникальность стиха и приводит к формированию нового стиха. В этом заключается главное отличие силлабо-метрического стиха от метрического.
Для метрического стиха важна последовательность иктов, ритмических ударений; при этом имеет значение только количество просодического времени между иктами. Для силлабо-метрического стиха важна последовательность долгих/кратких слогов; то как слоги располагаются друг относительно друга. Замена двух кратких слогов одним долгим и наоборот в силлабо-метрике недопустима. Например, алкеев десятисложник —UU—UU—U—U не может иметь вид ———UU—U—U, или —UU———U—U, или —UU—UU—UUUU и т. п.
Отсюда, силлабо-метрические стихи не рассматривались[кем?] как состоящие из каких-либо стоп; стих в силлабо-метрике сам по себе являлся структурной ритмической единицей, из которых формировалась строфа. Деление силлабо-метрического стиха на стопы возникло в позднейшее время[уточнить] для удобства метрического анализа и являлось в известной мере условным. 
По этой (позднейшей) методике большой сапфический стих —U—U—UU—U—U можно рассматривать как дитрохей + дактиль + дитрохей (—U¦—U|—UU|—U¦—U, дактилический принцип), и как дитрохей + хориямб + ямбический каталектический метр (—U¦—U|—UU—|U—¦U, хориямбический принцип), и как амфимакр + амфибрахическая диподия + трохей (—U—|U—U|U—U|—U) и т. п. Наибольшее распространение получил хориямбический принцип, так как хориямб —UU— наиболее явно вычленяет ритмическое ядро силлабо-метрического стиха. Например, большой асклепиадов стих разлагается на трохей/спондей + три хориямба + ямб/пиррихий, причем возникающие ритмические паузы при таком делении как правило являются не цезурами, а диерезами (то есть не рассекают стопу, а разделяют смежные стопы), что наиболее полно характеризует ритмические свойства стиха: —X|—UU—||—UU—||—UU—|UX.
Икт в силлабо-метрике не является функциональным ритмическим элементом и при анализе стихов как правило не рассматривается.

## Возникновение и развитие
Силлабо-метрическая поэзия относится ко второй стадии развития греческого стихосложения и является переходной от ранней силлабической к поздней почти полностью метрической. Силлабо-метрические стихи были разработаны в VII—VI вв. до н. э. на о. Лесбос, поэтами, писавшими на эолийском диалекте (наиболее известны Алкей, Сапфо) и опиравшимися на традицию не дошедшего до нас народного песенного стиха. Отсюда силлабо-метрическая поэзия получила название эолийского стиха (у Горация: лат. Aeolium carmen), или «эолийской метризованной силлабики» (современный термин).
Силлабо-метрическая поэзия часто называется логаэдической, а силлабо-метрические стихи — логаэдическими, или просто логаэдами. Набор ранних логаэдических размеров (то есть стихов и строф) был пополнен позднейшими греческими поэтами (напр. Асклепиадом, Фалеком); еще позже логаэды были воспроизведены в латинской поэзии Катуллом, Горацием (он говорил «эолийская песня», лат. aeolium carmen), Марциалом.
Не разлагаясь на стопы и считаясь самостоятельной единицей ритма, логаэды получали название по именам поэтов, которые использовали их раньше или больше других: алкеев стих, асклепиадов стих, гликоней, сапфический стих, фалеков одиннадцатисложник (фалекий), ферекратей. Самый короткий из логаэдов, адоний, назывался по ритму ритуального припева — ὦ τὸν Ἄδωνιν.
Современная теория стихосложения ведёт происхождение эолийских размеров от древних ведийских стихов. Короткий 8-сложный ануштубх развился в 8-сложный гликоней, который, в свою очередь произвел семейство подобных себе логаэдов:
```
ануштубх               X X X X   U — U X
гликоней               X X — U   U — U X

ферекратей             X X — U   U — X
адоний                     — U   U — X

мал. асклепиадов       X X — U   U — — U U — U X
бол. асклепиадов       X X — U   U — — U U — — U U — U X
```

Длинный 11-сложный триштубх развился в семейство 11-сложных логаэдов:
```
триштубх               X X X X   U U X  — U — X
                       X X X X   X U U  — U — X

сапфич. 11-сложник     — U — X   — U U  — U — X
алкеев 11-сложник    X — U — X   — U U  — U X
фалеков 11-сложник         X X   — U U  — U — U — X
```

В развитии логаэдов прослеживается два этапа, греческий и латинский.
В эолийской поэзии существовало много позиций, на которых допускался анкепс (произвольный слог); эти характерные два произвольных слога в начале стиха в метрике называются собственно «эолийской базой». Также произвольно трактовалась цезура; если в индоевропейском длинном стихе цезура была обязательна, так как без неё слух не охватывал длинной строки целиком, то после метризации силлабического стиха охватывать строку слухом стало легче, и необходимость в строгой цезуре отпала. В эолийском сапфическом стихе цезуры нет, в фалекии нет также, в алкеевом стихе она часто нарушается и устойчива только там, где могут присутствовать два долгих слога подряд в середине стиха и т. п.
При адаптации логаэдов из греческого языка в латинском все произвольные слоги зафиксировались как долгие (у Катулла не совсем устойчиво, у Горация и Марциала окончательно); внутри длинных 11-сложных стихов цезура стала обязательной. В латинском сапфическом стихе и фалекии место цезуры определяется правилом: если первое полустишие начинается восходящим ритмом (от слабого к сильному), то второе, послецезурное полустишие должно начинаться нисходящим (от сильного к слабому) и наоборот. В латинской поэзии и сапфический стих, и фалекий начинаются с двух долгих слогов, т.о. цезура почти всегда ставится так, чтобы второе полустишие начиналось с короткого слога.
Логаэды употреблялись строфически. В большинстве строф сочетались стихи разных размеров. Только три строфических логаэда употреблялись нанизыванием одинаковых по размеру стихов («строк») — большой асклепиадов стих, малый асклепиадов стих, фалеков одиннадцатисложник. 
Большинство логаэдов произошли из Эолии, за исключением 8-сложного анакреонтова стиха (по имени лирического поэта Анакреонта), который развился на ионической земле (обычно в форме ˘ ˘ ¯ ˘ ¯ ˘ ¯ ¯). В отличие от эолийских стихов анакреонтовы стихи нанизывались друг на друга, не образовывая строфу:
| πολιοὶ μὲν ἡμὶν ἤδη κρόταφοι κάρη τε λευκόν, χαρίεσσα δ' οὐκέτ' ἥβη πάρα, γηραλέοι δ' ὀδόντες… | Голова моя белеет, На висках седеют кудри, Отошла былая юность, Расшатались в деснах зубы… (А. С. Пушкин) |

Традиция перевода эолийской поэзии на русский язык установилась в начале XX в.: долгие слоги в этой традиции передаются ударными слогами, краткие — безударными, анкепсы — как ударными, так и безударными, два долгих в начале стиха могут передаваться безударными. Например:
—X—UU—||—UU—UX → ÚUÚUUÚ||ÚUUÚUÚ или ÚUÚUUÚ||ÚUUÚUU, или UUÚUUÚ||ÚUUÚUU и т. п.

## Примеры стихов
Гликоней (Hor. Carm. III IX 1):

dōnēc grātus erām tibī

бы́л я́ до́рог когда́ тебе́

Ферекратей (Hor. Carm. III XIII 3):

crās dōnāberis hāedō

за́втра в же́ртву козле́нка

Адоний (Hor. Carm. II X 4):

lītus inīquūm

к ска́лам прибре́жным

Малый асклепиадов (Hor. Carm. III IX 2):

nēc quīsquām potiōr || brācchia cāndidāe

и́ не́ сме́л ни оди́н || ю́ноша бе́лую

Большой асклепиадов (Hor. Carm. I XI 1):

tū nē quāesierīs, || scīre nefās, || quēm mihi, quēm tibī

ты́ не́ про́буй гада́ть, || зна́ть это гре́х, || мне́ и тебе́ како́й

Сапфический малый (Hor. Carm. II X 1):

rēctiūs vīvēs, || Licinī, neque āltūm

жи́л бы́ ты́ верне́й, || не стремя́сь, Лици́ний

Алкеев 11-сложник (Hor. Carm. I XXVI 1):

mūsīs amīcūs trīstitiā[m e]t metūs

люби́мец му́з, печа́ль и волне́ния

Фалеков 11-сложник (Mart. I LXXII 2):

Fīdēntīne, putās || cupīsque crēdi

Фиденти́н, и прослы́ть || и бы́ть жела́ешь

## Примеры строф
Алкеева строфа, два алкеевых одиннадцатисложных стиха + алкеев девятисложный стих + алкеев десятисложный стих:

X ¦ —U ¦ —— | —UU— | UX

X ¦ —U ¦ —— | —UU— | UX

       U — ¦ U— | X— ¦ U— | X

              —UU | —UU— | U— ¦ X

Алкей, Bergk 335, перев. Гаспаров М.:

Οὐ χρὴ κάκοισι θῦμον ἐπιτρέπην

Προκόψομεν γαρ οὐδèν ἀσάμενοι,

       ὦ Βύκχι, φάρμακον δ᾽ ἀριστον

              οἶνον ἐνεικαμένοις μεθύσθην.

Не поддава́йся ду́хом в несча́стиях!

Кака́я при́быль нам о́т душе́вных му́к?

       Нет, Би́кхид: лу́чшее лека́рство —

              Кли́кнуть вина́ и напи́ться пья́ным.

Horatius, Carmina I 26, 1—4; перев. Север Г.:

Mūsīs amīcūs trīstitiā[m e]t metūs

trādām protērvīs īn mare Crēticūm

       portāre vēntīs, quīs sub Ārctō

              rēx gelidāe metuātur ōrāe…

Люби́мец му́з, печа́ль и волне́ния

отда́м я де́рзким мо́ря Эге́йского

       разве́ять ве́трам — в по́луно́чном

              кра́е не стра́шен влады́ка гро́зный…

Сапфическая строфа малая, три сапфических одиннадцатисложных стиха + адоний:

—U ¦ —X | —UU— | U— ¦ X

—U ¦ —X | —UU— | U— ¦ X

—U ¦ —X | —UU— | U— ¦ X

       —UU— | X

Сапфо, Bergk 31, 1—4; перев. Вересаев В.:

Φαίνεταί μοι κῆνος ἴσος θέοισιν

ἔμμεν ὤνηρ, ὄστις ἐναντίος τοι

ἰζάνει καì πλασίον ἆδυ φωνεύ-

       σας ὑπακούει.

Бо́гу ра́вным ка́жется мне́ по сча́стью

Челове́к, кото́рый так бли́зко-бли́зко

Пре́д тобо́й сиди́т, твой звуча́щий не́жно

       Слу́шает го́лос

Horatius, Carmina I 38, 1—4; перев. Север Г.

Pērsicōs odī, puer, ādparātus,

dīsplicēnt nexāe philyrā corānāe,

mītte sēctarī, rosa quō locōrum

       sēra morētur.

Не терплю́ зате́й я перси́дских, ма́льчик.

Не люблю́ венко́в, проплете́нных лы́ком.

Переста́нь иска́ть, где после́дней ро́зы

       ку́ст доцвета́ет.

Асклепиадова строфа вторая, три малых асклепиадовых стиха + гликоней:

—X | —UU— || —UU— | UX

—X | —UU— || —UU— | UX

—X | —UU— || —UU— | UX

       —X | —UU— | UX

Horatius, Carmina I 24, 1—4; перев. Север Г.:

Quīs dēsīderiō sīt pudor aūt modūs

tām cārī capitīs? prāecipe lūgubrīs

cāntūs, Mēlpomenē, cuī liquidām patēr

       vōcēm cūm citharā dedīt.

Е́сть ли в ско́рби о то́м сты́д или ме́ра, кто́

сто́ль все́м до́рог нам бы́л? Гру́стным наста́вь меня́,

Мельпоме́на, стихо́м-пе́сней, кому́ Оте́ц

       го́лос зво́нкий с кифа́рой да́л.